# Chorozinho-de-roraima
Formigueirinho-do-roraima ou chorozinho-de-roraima (Herpsilochmus roraimae) é uma espécie de ave da família Thamnophilidae.
Pode ser encontrada nos seguintes países: Brasil, Guiana e Venezuela.
Os seus habitats naturais são: regiões subtropicais ou tropicais húmidas de alta altitude.